# Miting na Petrovoj gori
Miting na Petrovoj gori, službenog naziva »Narodni zbor bratstva i jedinstva«, bilo je masovno okupljanje pobunjenih Srba pristiglih iz raznih dijelova Hrvatske i područja SFRJ na području Memorijalnog parka »Petrova gora«. Miting se održao 4. ožujka 1990. podno spomenika NOB-u Vojina Bakića. Prema izvještajima hrvatskih i jugoslavenskih medija okupilo se između 50 000 i 100 000 ljudi.[nedostaje izvor]
Miting je bio najavljivan na skupovima pobunjenih Srba u Karlovcu, Kordunu i Banovini još od veljače 1990. godine.
Miting je bio obilježen velikosrpskom ikonografijom, koja je uključivala vjerske ikone Srpske pravoslavne crkve, portrete Slobodana Miloševića, četničko i jugoslavensko znakovlje te prijetećim porukama hrvatskim vlastima (posebice predsjedniku Franji Tuđmanu, kojemu se prijetilo smrću) poput »Ovo je Srbija« i »Idemo na Zagreb« koje su prenijeli gotovo svi srpski mediji. Miting su organizirali Savez antifašističkih boraca te općine vlasti općina Vojnić i Vrginmost. Uz predstavnike općinskih vlasti, govorili su i narodni heroji Milka Kufrin i Dušan Pekić. Kufrin je hrvatsku vlast prozvala fašističkom, a Pekić je zahtijevao uhićenje svih nekomunističkih dužnosnika u Sloveniji i Hrvatskoj.[nedostaje izvor]
Jugoslavenska milicija posredovala je u usmenom obračunu pristaša organizatora mitinga i pristaša Srpske demokratske stranke koji su zahtijevali i da se čelnik SDS-a Jovan Opačić obrati mnoštvu.
Predstavnici SR Srbije skup su prozvali miroljubivim, opovrgavajući huškačke poruke izrečene prema hrvatskim vlastima, a general Tekić iz JNA optužio je Hrvatsku radioteleviziju za montažu. S druge strane, predstavništvo SR Hrvatske osudilo je skup, no u tome je ostalo usamljeno u europskoj i međunarodnoj javnosti, koja nije obaviještavala o mitingu.[nedostaje izvor]
Jedan od organizatora mitinga bio je i dotadašnji predsjednik Predsjedništva SR Hrvatske Ivo Latin, a 2009. predsjednik Stjepan Mesić posmrtno ga je odlikovao Redom hrvatskog pletera za osobit doprinos razvitku i ugledu Republike Hrvatske i dobrobiti njezinih građana unatoč očiglednom propustu. Paradoksalno, Latin je odlikovan na Dan državnosti Hrvatske, što je veći dio javnosti protumačio kao pljusku hrvatskoj državnosti i pobjedi izvojenoj u Domovinskom ratu.